# Scorpaena calcarata
Scorpaena calcarata är en fiskart som beskrevs av Goode och Bean 1882. Scorpaena calcarata ingår i släktet Scorpaena och familjen Scorpaenidae. Inga underarter finns listade i Catalogue of Life.